# Papila renal
La papila renal es el receptor donde se descarga la orina al cáliz renal. Está situado en el vértice de la pirámide medular.
Histológicamente, está marcado por los conductos colectores medulares donde converge para formar el ducto de Bellini y canalizar el fluido. En ese punto se aprecia el epitelio de transición.
Algunas de las toxinas químicas que afectan al riñón, llamadas nefrotoxinas, dañan las papilas renales. Este daño puede causar la muerte celular produciendo necrosis papilar renal. Las sustancias más comunes causantes de esta necrosis son los llamados AINE (antiinflamatorios no esteroideos), tales como el ibuprofeno, ácido acetilsalicílico (aspirina) y fenilbutazona combinados con la deshidratación.